# Tua Forsström
Tua Birgitta Forsström, finska pisateljica in pesnica, ki piše v švedščini, 2. april 1947, Porvoo, Finska.

## Kariera
Prvo knjigo Pesmi o ljubezni in drugih stvareh (En dikt om Kärlek och annat) je objavila leta 1972. Njen preboj v angleško govoreči svet je prišel leta 1987 z njeno šesto zbirko Snežni leopard (Snöleopard), ki jo je v angleščino prevedel David McDuff, izdala pa jo je knjižna založba Bloodaxe Books. Leta 1990 je knjiga v Združenem kraljestvu prejela nagrado za prevajanje Poetry Book Society.
After Having Spent a Night Among Horses je naslov knjige, za katero je leta 1998 prejela nagrado Nordijskega sveta za književnost, ki je bila hkrati vrhunec njene kariere.